# Gran Bachimala
De Gran Bachimala (Spaans), Grand Batchimale (Frans) of Pic Schrader (Frans) is een 3177 meter hoge bergtop in de centrale Pyreneeën.
De berg bevindt zich tussen het massief van de Monte Perdido (ook wel massief van Marboré of As Tres Serols in het Aragonees) en het Posetsmassief. De bergtop ligt op de hoofdkam van de Pyreneeën en op Europese waterscheiding tussen Atlantische Oceaan (via de Neste en de Garonne) en de Middellandse Zee (via de Cinca en de Ebro). Mogelijks ligt de exacte bergtop volledig op Spaans grondgebied en passeert de grens op 140 meter ten noorden van de top.
"Batchimale" is de naam van de grenskam. Naast de Grand Batchimale is er ook een Petit Batchimale op deze kamlijn. In het Frans werd de top hernoemd naar de Franse geograaf, alpinist en landschapsschilder Franz Schrader (1844-1924). Schrader karteerde vele bergen en valleien van de Pyreneeën in de negentiende eeuw en was de eerste om de Grand Batchimale te beklimmen op 11 augustus 1878, tezamen met hooggebertegids Henri Passet.
Men kan de Grand Batchimale via drie routes beklimmen. De gemakkelijkste route vertrekt vanuit de refugio Viados en de westelijke graat van de Punta del Sabre volgend. Vanuit Frankrijk vertrekt men ofwel vanuit de vallei van La Pez ofwel vanaf de refuge van La Soula. Een minder gebruikte route vertrekt vanuit Spanje om dan via de meertjes van Batchimale de top te bereiken.